# Rhinolophus denti
Rhinolophus denti là một loài động vật có vú trong họ Dơi lá mũi, bộ Dơi. Loài này được Thomas mô tả năm 1904.